# 東警察署 (愛知県)
東警察署（ひがしけいさつしょ）は、愛知県警察が管轄する警察署の一つである。

## 所在地
- 名古屋市東区筒井一丁目9番23号

## 管轄区域
- 名古屋市東区

## 組織
- 警務課
  - 警務係
  - 住民サービス係
  - 留置管理係
- 会計課
  - 会計係
- 生活安全課
  - 生活安全係
  - 少年係
  - 保安係
- 地域課
  - 地域総務係
  - 地域(第一係～第三係)
  - 特別警戒隊
- 刑事課
  - 刑事総務係
  - 強行係
  - 盗犯係
  - 鑑識係
  - 知能係
  - 暴力薬物係
- 交通課
  - 交通総務係
  - 指導取締係
  - 事故捜査係
- 警備課
  - 警備係
  - 実施係

## 交番
（ ）の中は所在地
- 矢田交番（名古屋市東区矢田四丁目29番31号）
- 大幸交番（名古屋市東区大幸4丁目16番19号）
- 旭ヶ丘交番（名古屋市東区新出来2丁目8番20号）
- 赤萩交番（名古屋市東区筒井3丁目10番22号）
- 東桜交番（名古屋市東区泉1丁目19番33号）
- 山吹交番（名古屋市東区白壁1丁目1番地）

## 駐在所
なし